# Leumi Business Center
Leumi Business Center o CLS Business Center es un edificio que está ubicado en Mata Redonda, San José, San José (provincia), Costa Rica. El edificio cuya construcción empezó en febrero del 2019 y se inauguró en abril del 2021, es un complejo de 38 pisos cuatro niveles subterráneos de uso mixto y una altura de 141 metros, convirtiéndose en el edificio más alto del país. Está dedicado a comercios, oficinas, un hotel de 132 habitaciones y suites que comprenden la expansión de la cadena de hotelería Hilton en dicho país y seis apartamentos de un piso entero, cada uno, valorados en más de $1 millón. Los cuatro niveles subterráneos constituirán zonas de parqueo, así como los pisos que van del nivel dos al nivel ocho, el primer piso, a nivel de la superficie, será dedicado a comercios, las oficinas estarán ubicadas del piso nueve al piso 16, mientras que el Hotel Double Tree by Hilton se ubicará del piso 17 al piso 31, finalmente, los pisos que van del nivel 32 al 38 se destinarán a los seis apartamentos, los cuales tienen un tamaño de 650 metros cuadrados. además el edificio dispondrá de un restaurante en el piso 18, donde ya empezó la habilitación del lobby del hotel; la terraza tiene vista al Estadio Nacional.

## Récord de altura
Esta torre, por su altura, se convirtió en el edificio más alto de Costa Rica a la fecha y la más alta de Centroamérica (excluyendo a Panamá con el Trump Ocean Club International Hotel & Tower de 284 metros de altura), ya que superó a las Torres Paseo Colón (Torre 2) por 39 metros de altura y a las Torres Igvanas Tara Eco City en San Pedro Sula, Honduras por 17.5 metros.

## Firma a cargo
La cadena hotelera multinacional Hilton fue la que anunció la apertura en Costa Rica de cuatro hoteles bajo su administración, entre el 2018 y el 2021. De acuerdo con la información divulgada por la cadena multinacional desde Estados Unidos, los cinco desarrollos en el país son: el Gran Hotel Costa Rica Curio Collection by Hilton; Botanika Osa Peninsula Curio Collection by Hilton; DoubleTree by Hilton Hotel San José La Sabana; Hilton Garden Inn Santa Ana, y Hampton Inn by Hilton San José La Sabana. La encargada de la construcción corresponde al Grupo Leumi. Ignacio Esquivel, director comercial de Grupo Leumi, afirmó que la obra consta de más de 40.000 metros cuadrados y cuenta con tecnología sostenible para la conservación del ambiente. Agregó que el desarrollo responde a la demanda y al auge de las construcciones verticales en los últimos años, con lo que se elevan los estándares nacionales para este tipo de obras.

## Galería
| Predecesor: Torres Paseo Colón (Torre 2) | Edificio más alto de Costa Rica 2021 - Actualidad | Sucesor: - |